# Bell YAH-63
Il Bell YAH-63, designazione aziendale Model 409, era un elicottero d'attacco realizzato dall'azienda aeronautica statunitense Bell Helicopter negli anni settanta e rimasto allo stadio di prototipo.
Realizzato per rispondere alle specifiche emesse per il progetto Advanced Attack Helicopter (AAH), le autorità militari gli preferirono la proposta della concorrente Hughes Helicopters, il Model 77/YAH-64 in seguito sviluppato nello Hughes AH-64 Apache, ed il suo sviluppo venne interrotto.

## Storia
Durante la metà degli anni sessanta, lo United States Army, l'esercito degli Stati Uniti d'America, diede inizio al programma identificato come Advanced Aerial Fire Support System (AAFSS), tradotto dall'inglese "sistema di supporto di fuoco aereo avanzato", per avviare uno sviluppo del Lockheed AH-56 Cheyenne nel ruolo di mitragliera volante anticarro. Pur se lo U.S. Army aveva deciso di utilizzare il Bell AH-1G HueyCobra come "tipo intermedio" nel ruolo di "caccia da giungla", rimaneva l'incognita di un suo più specifico utilizzo per proteggere efficacemente l'Europa occidentale da un eventuale attacco da parte di divisioni corazzate provenienti dai paesi del Patto di Varsavia.
Nel 1972 l'esercito decise di sottoporre ad una valutazione comparativa il Bell Model 309 KingCobra, il Lockheed Cheyenne ed il Sikorsky S-67, iniziata nella primavera e conclusa nel luglio di quell'anno; tuttavia, inaspettatamente, la commissione incaricata giudicò insoddisfacenti tutte le proposte.
Le difficoltà incontrate nello sviluppo dell'AH-56 Cheyenne convinsero le autorità militari dell'U.S. Army a cancellare il programma nell'agosto 1972. Inoltre le controversie circa il ruolo riservato al Cheyenne in combattimento, così come l'allora clima politico riguardante i programmi di acquisizione militari, consigliarono di  modificare gli iniziali requisiti per un elicottero d'attacco a favore di un modello più semplice e dall'impostazione più convenzionale che garantisse una maggiore longevità.

### Sviluppo
L'U.S. Army nel frattempo continuava ad avere l'esigenza di dotarsi di un efficace aeromobile anticarro con maggiore potenza di fuoco, prestazioni generali e, in particolare, raggio d'azione di quelli offerti dall'AH-1 Cobra, dotato inoltre della manovrabilità necessaria a missioni nap-of-the-earth (NoE), ovvero a bassissima quota. Per questi motivi, nel 1972, emise una "richiesta di proposte tecniche" – Request For Proposals (RFP) – per un Advanced Attack Helicopter ("elicottero d'attacco avanzato", AAH).
Tra le specifiche richieste l'AAH doveva essere motorizzato con una coppia di motori a turbina General Electric T700 da 1 500 shp (1 120 kW) ognuno, gli stessi indicati per una contemporanea specifica per la fornitura di un nuovo modello di elicottero da trasporto, in seguito assegnata al Sikorsky UH-60 Black Hawk. L'AAH doveva essere armato con un cannone calibro 30 mm e sedici missili anticarro BGM-71 TOW. Le specifiche di armamento sui missili vennero in seguito modificate per includere un carico alternativo di 16 missili a guida laser controcarro AGM-114 Hellfire. L'Hellfire era in quel periodo in corso di sviluppo e prometteva efficacia e portata maggiori di quelle del TOW. Risposero cinque costruttori: Bell, Boeing Vertol (in joint venture con la Grumman), Hughes, Lockheed e Sikorsky. Nel 1973 il Dipartimento della Difesa degli Stati Uniti selezionò come finalisti la Bell e la divisione Hughes Aircraft's Toolco Aircraft della Hughes (poi divenuta Hughes Helicopters) e diede il via alla "fase 1" della competizione. Ognuno dei due contendenti costruì un prototipo e lo sottopose a un programma di prove in volo.
La proposta Bell si concretizzò nel Model 409, identificato secondo le convenzioni unificate del Dipartimento della Difesa degli Stati Uniti (DoD) YAH-63, il quale benché sfruttasse l'esperienza acquisita nello sviluppo dell'AH-1 Cobra non riproduceva esattamente la stessa impostazione discostandosene nell'aspetto. Anche se riproponeva l'organizzazione interna di quella che era diventata ormai la configurazione tipica di un elicottero da combattimento, con una fusoliera stretta, postazione dei due membri dell'equipaggio in tandem e piccole appendici alari che condividevano la funzione di supporto per sistemi d'arma e quella di generare una seppur minima portanza, lo YAH-63 era in gran parte un aeromobile completamente nuovo.
Tra le novità tecnologicamente più appariscenti si annoverano un carrello d'atterraggio triciclo, la finestratura dell'abitacolo realizzata con vetri piatti, un insolito impennaggio a T che si prolungava inferiormente in un elemento verticale di notevole dimensione ed un cannone automatico GE XM-188 tipo Gatling a tre canne calibro 30 mm. Caratteristica meno evidente era che il pilota occupava la postazione anteriore e non quella posteriore, il contrario dell'impostazione adottata dall'AH-1. Dato che lo YAH-63 era destinato ad operare volando tra le chiome degli alberi, profilo missione convenzionalmente identificato come Nap-of-the-earth (NoE), tale soluzione era stata concepita per facilitare il controllo del volo fornendo al pilota la migliore visibilità possibile a ciò che lo circondava. Inoltre, al fine di ridurre gli ingombri verticali dello YAH-63 facilitandone il trasporto, il rotore poteva essere abbassato e le gambe del carrello flesse verso l'alto.
Il primo prototipo dello YAH-63 (numero di serie 73-22246) venne portato in volo per la prima volta il 1º ottobre 1975. Questo venne perso in un incidente nel giugno 1976, tuttavia una cellula destinata esclusivamente a prove di collaudo statico venne portata allo standard di volo e, insieme con il secondo prototipo (73-22247), venne presentato per le prove comparative in competizione con la proposta della Hughes, il Model 77 (YAH-64).
Al termine delle prove, nel dicembre 1976 la commissione della U.S. Army selezionò come vincitore lo YAH-64 che venne avviato alla produzione in serie nella versione AH-64 Apache. Tra i motivi della scelta venne valutato che lo YAH-63, dotato di un rotore a due pale, potesse essere più vulnerabile in combattimento del suo concorrente, dotato invece di un rotore quadripala, inoltre ritennero che la soluzione del carrello triciclo anteriore fosse meno stabile di quella biciclo più ruotino di coda adottata dallo YAH-64. Alcuni osservatori sostennero che oltre alle preferenze tecniche nella scelta influì anche la preoccupazione da parte dell'esercito che se la Bell fosse stata dichiarata vincitrice avrebbe potuto perdere interesse alla produzione e sviluppo dell'AH-1. Pur abbandonando il progetto la Bell sfruttò comunque l'esperienza proveniente dall'adozione del T700 per sviluppare la versione AH-1T+ e, successivamente, il AH-1W equipaggiandoli con quel motore.

## Utilizzatori
Stati Uniti
- United States Army

utilizzato solo per prove comparative.